# 144362 Swantner
144362 Swantner è un asteroide della fascia principale. Scoperto nel 2004, presenta un'orbita caratterizzata da un semiasse maggiore pari a 3,1235551 au e da un'eccentricità di 0,0315763, inclinata di 16,77472° rispetto all'eclittica.